# Sébastien Capgras
Sébastien Capgras, né le 14 décembre 1992 à Paris, est un acteur français. Il est surtout connu pour avoir joué dans la série Cut !.

## Biographie
Sébastien Capgras est né à Paris. Depuis son plus jeune âge, il s'intéresse aux arts de la scène : danse, chant et musique. Encore inconnu et n'ayant aucune expérience de comédien, la directrice de la production de la série Cut ! le contacte pour passer le casting. Depuis 2013, il joue le rôle principal de Jules dans la série Cut ! diffusée sur France Ô. En 2014 il fait partie de la distribution du téléfilm Meurtres à l'île d'Yeu dans lequel il interprète le personnage de Noé Bonnefoy.

## Filmographie

### Télévision
- 2013 - 2019 : Cut ! : Jules Park / Jules de Kervelec (408 épisodes)
- 2014 : Meurtres à l'île d'Yeu, téléfilm de François Guérin : Noé Bonnefoy
- 2015 : Meurtres en Martinique, téléfilm de Philippe Niang : Jocelyn Bredas
- 2019 - 2021: Demain nous appartient : Ulysse Rivière (épisodes 477-999)
- 2023 : Meurtres en Guadeloupe : Stevie